# Nielstrup (Frederikshavn Kommune)
 For alternative betydninger, se Nielstrup. (Se også artikler, som begynder med Nielstrup)
Nielstrup er en bebyggelse beliggende ved Primærrute 40 i Elling Sogn i Frederikshavn Kommune. Rimmen Station på Skagensbanen er placeret lige nord for Nielstrup.
Nielstrup Boldklub og Ungdomsforening blev stiftet 10. januar 1967. Den var selvstændig idrætsforening indtil 2010, hvor den fusionerede med Strandby-Elling-Nielstrup Idrætsforening.
Fodboldspiller Harald Nielsen havde et større landsted i Nielstrup, beliggende på en 54.740 kvadratmeter stor grund.